# Erysiphe convolvuli

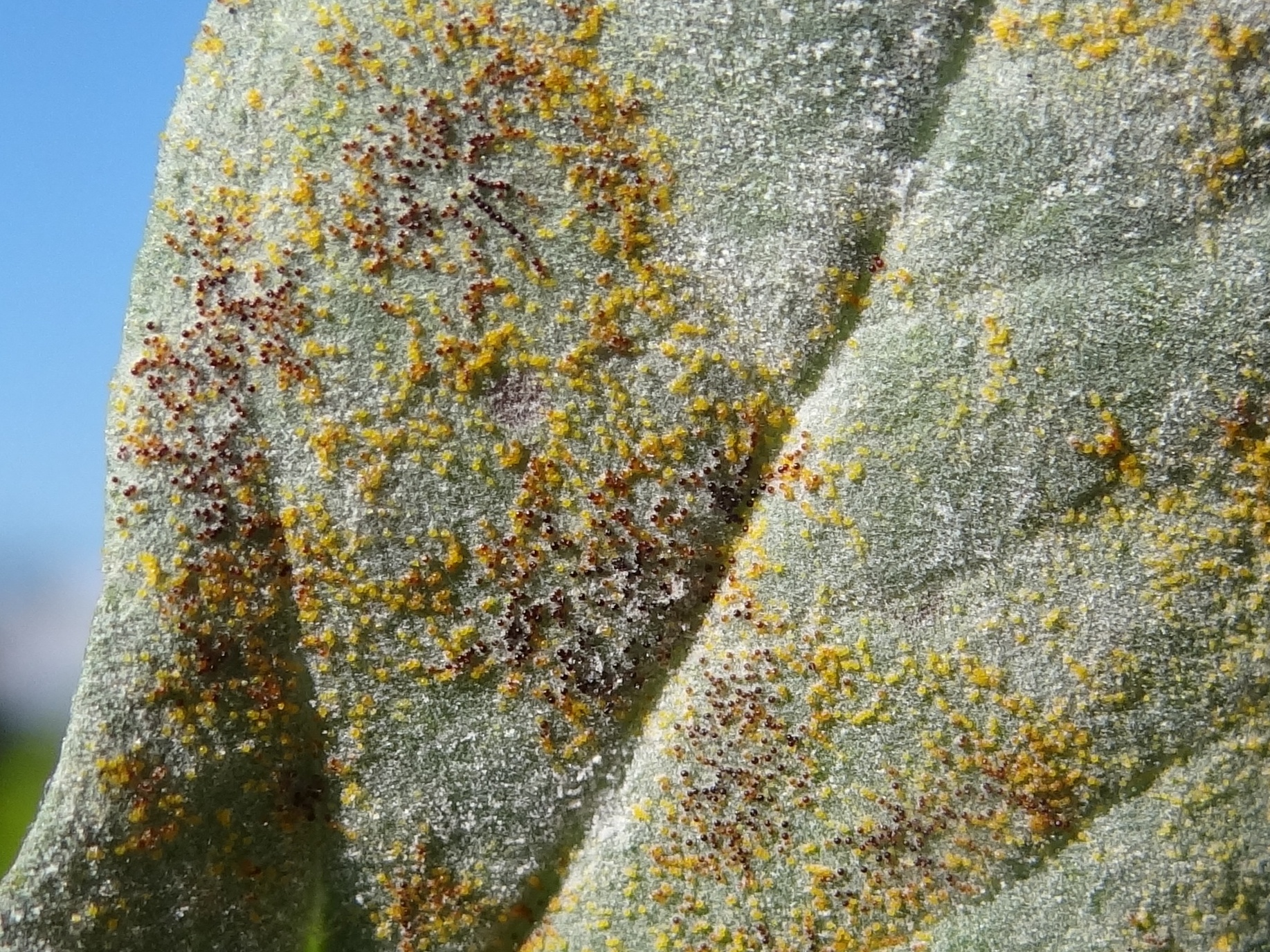
Grzybnia i chasmotecja na górnej powierzchni liścia powoju polnego

Erysiphe convolvuli DC. – gatunek grzybów należący do rodziny mączniakowatych (Erysiphaceae). Pasożyt bezwzględny rozwijający się na roślinach należących do rodzajów powój (Convolvulus) i kielisznik (Calystegia). Wywołuje u nich chorobę o nazwie mączniak prawdziwy.

## Systematyka i nazewnictwo
Pozycja w klasyfikacji według Index Fungorum: Erysiphe, Erysiphaceae, Helotiales, Leotiomycetidae, Leotiomycetes, Pezizomycotina, Ascomycota, Fungi.
Synonimy:
- Erysiphe convolvuli var. calystegiae U. Braun 1981
- Erysiphe convolvuli DC., in Lamarck & de Candolle 1805 var. convolvuli
- Erysiphe convolvuli var. dichotoma R.Y. Zheng & G.Q. Chen 1981[3].

Lektotyp: na powoju polnym Erysiphe convolvuli fl. fr. 736, herb. de Candolle (G).

## Morfologia
Grzyb mikroskopijny. Biała lub białoszara grzybnia rozwija się na obu powierzchniach liści, ale głównie na górnej jego powierzchni. Do wnętrza tkanek zapuszcza tylko ssawki. Wygląda jak mączysty nalot i jest w zależności od stopnia rozwoju gęsta, zwarta, lub rozproszona, rzadka. Konidiofory wyprostowane, cylindryczne. Ich część bazalna ma wymiary 25–36 (–42) × 7–10 μm, powyżej niej znajdują się jeszcze 2 komórki o tej samej, lub mniejszej długości. Konidia powstają pojedynczo, są cylindryczne lub elipsoidalno-cylindryczne. Mają wymiary (25–) 40–55 (65) × 14–22 μm. Strzępki rostkowe umiarkowanie długie, proste, wyrastające z wierzchołka konidiów, Appressorium mniej lub więcej płatowate.
Owocniki typu chasmotecjum powstają na górnej powierzchni liści w skupiskach, lub w rozproszeniu. Początkowo mają żółtawą barwę, w miarę dojrzewania stają się coraz ciemniejsze; żółtawo-czerwone, brązowe, w końcu prawie czarne. Są kuliste, o średnicy 90–155 μm, zbudowane z nieregularnie wielobocznych lub zaokrąglonych komórek o średnicy 0–25 μm. Liczne przyczepki wyrastają w dolnej części klejstotecjów. Są robakowate, podobne do strzępek, cienkościenne, septowane, bezbarwne lub słabo wybarwione w dolnej części, o gładkiej lub nieco chropowatej powierzchni. Mają długość równą 0,5–5 średnic chasmotecjum, szerokość 4–10 μm, są pojedyncze, lub 1–2 razy niemal dichotnomicznie rozgałęzione. W chasmotecjum 3–10 worków o wymiarach 45–75 × 30–45 μm. W workach powstaje po (2–)3–4(–6) elipsoidalno-jajowatych askospor o rozmiarach 18–28 × 11–18 μm.

## Występowanie
Występuje w całej Europie, w Azji Środkowej, Syberii, Chinach, Indiach, Pakistanie, Afryce Północnej, na Balearach, Wyspach Kanaryjskich, Cyprze, zawleczony został do Ameryki Południowej. W Polsce do 2003 r. opisany w około 20 publikacjach mykologicznych.
Znane jest jego występowanie na kilkunastu gatunkach powojnika: Convolvulus althaeoides, Convolvulus ammonii, Convolvulus arvensis, Convolvulus ascabadensis, Convolvulus galaticus, Convolvulus hirsutus, Convolvulus linealus, Convolvulus pseudocantabricus, Convolvulus sagittaefolius, Convolvulus siculus, Convolvulus subhirsutus, Convolvulus tricolor i trzech gatunkach kielisznika: Calystegia hedearacea, Calystegia soldanella i Calystegia sepium.